# Bitwa pod Chocimiem (1621)

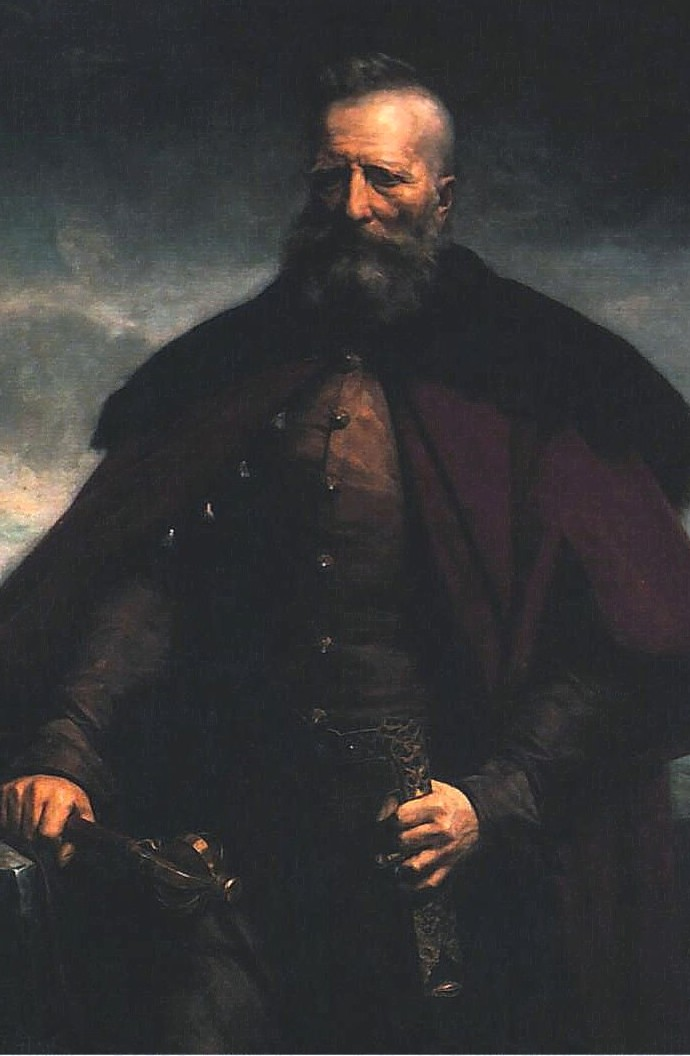
Hetman wielki litewski Jan Karol Chodkiewicz

Bitwa pod Chocimiem – bitwa stoczona w dniach od 2 września do 9 października 1621 roku pomiędzy armią Rzeczypospolitej Jana Karola Chodkiewicza a armią turecką pod dowództwem sułtana Osmana II. Zamknięte w warownym obozie siły polsko-litewsko-kozackie stanęły na drodze armii osmańskiej pod miejscowością Chocim. Oblężenie zakończyło się taktycznym zwycięstwem armii Rzeczypospolitej, ukoronowanym  podpisaniem traktatu potwierdzającego ustalenia traktatu w Buszy z 1617 roku.

## Mobilizacja
W Rzeczypospolitej, w obliczu realnego zagrożenia umilkły swary i Sejm zarządził ogromne podatki mające zapewnić pobór 65 tys. żołnierzy. Dowódcą całości sił został mianowany hetman wielki litewski Jan Karol Chodkiewicz, który miał przenieść działania poza granice Polski i stoczyć rozstrzygającą bitwę z Turkami nad Dunajem. Wspierać go mieli: Stanisław Lubomirski oraz królewicz Władysław Waza. Obronę kraju mieli wspomagać Kozacy zaporoscy pod dowództwem Piotra Konaszewicza-Sahajdacznego, którzy pod warunkiem przeniesienia wojny na terytorium mołdawskie zgodzili się uczestniczyć w wyprawie.

## Przygotowania Rzeczypospolitej
W połowie roku 1621 na Podolu zjawił się Stanisław Lubomirski na czele kilku chorągwi i stanął pod Skałą nad Zbruczem. Nie były to siły, z którymi można było ruszyć do Mołdawii, ale skutecznie mogące chronić pogranicze. W połowie lipca silny czambuł tatarski wdarł się z łupieżczą wyprawą na Podole. Ruszył przeciw nim oddział jazdy Szymona Kopycińskiego, który rozbił ich i zmusił do ucieczki. Odwrót zmienił się w całkowitą klęskę, bo chłopi ukraińscy obsadzili brody na rzekach i wyłapywali ordyńców. To niewielkie zwycięstwo bardzo wzmocniło morale wojska.
W drugiej połowie lipca nadciągnął hetman Chodkiewicz. 1 sierpnia wojsko stanęło obozem nad Dniestrem naprzeciwko Chocimia. Ze względu na zbliżającą się jesień pochód nad Dunaj był wykluczony, ale Chodkiewicz uznał, że należy przekroczyć granicę (spełniając tym samym obietnicę daną Kozakom) i przygotować się do stoczenia bitwy w oparciu o zameczek chocimski. Wysłano więc przez rzekę kilkuset Kozaków, którzy zajęli zamek i zabezpieczyli przeprawę reszty armii.
Wojska przeprawiły się w ostatnich dniach sierpnia, a pod Żwańcem zjawił się królewicz Władysław na czele 10 000 wojsk. W dniach 2-3 września przeprawił się wraz z nimi na prawy brzeg Dniestru. Wcześniej – 1 września – przybył na czele dużego oddziału Kozaków Piotr Konaszewicz-Sahajdaczny.
Rozpoczęto sypanie wałów obozu obronnego opartego o zamek, a jednocześnie prowadzono wyprawy aprowizacyjne i akcje wywiadowcze, mające na celu zorientowanie się w rzeczywistych zamiarach sułtana.

## Tureckie przygotowania
Osman II wyruszył z Konstantynopola 29 kwietnia na czele armii złożonej z janczarów, akindżijów i artylerii. Zaraz następnego dnia  nastąpiło zaćmienie słońca, w czym wielu Turków widziało złą wróżbę. XVIII-wieczny historyk turecki, Naima, pisał o tym tak: Całe niepowodzenie tej wyprawy przypisać należy zdeptaniu prawideł... iż na dni kilka przed i po zaćmieniu słońca żadnego dzieła przedsiębrać nie należy. Wiadomo bowiem, iż te dni, podobnie jak ostatni dzień miesiąca, a zwłaszcza jeśli się razem zbiegną, są z rzędu najnieszczęśliwszych.
6 czerwca w Adrianopolu sułtan dokonał generalnego przeglądu swych wojsk, które następnego dnia ruszyły na północ. Marsz przez Bałkany był tak powolny, że dopiero w połowie lipca rozpoczęła się przeprawa przez Dunaj w okolicy Isaccea. Tymczasem do Osmana zaczęły dochodzić słuchy o szerzącej się dezercji w doborowych oddziałach janczarów. Przegląd dokonany 13 lipca potwierdził niepokojące rozluźnienie dyscypliny.
1 sierpnia Turcy dowiedzieli się, że Polacy są pod Chocimiem. Dowództwo opracowało więc dwa plany kampanii. Pierwszy zakładał sforsowanie Dniestru pod Uścieczkiem i uderzenie na Kamieniec Podolski, co odcięłoby armię polską od zaplecza, drugi zaś rozbicie najpierw Kozaków stacjonujących, według doniesień wywiadu, pod Mohylowem, a następnie uderzenie na siły główne. Przyjęto drugi plan i armia ruszyła w stronę Chocimia.

## Liczebność sił
Trudno ocenić liczebność obu armii, bowiem większość autorów tekstów źródłowych, jak i historyków opracowujących przebieg tej bitwy, różni się znacząco podając dane, przy czym potwierdza się tylko jedna informacja – armia turecka była znacznie liczniejsza (dwu lub trzykrotnie) od polskiej.
I tak według Zygmunta Ryniewicza wojska polsko-litewsko-kozackie liczyły 18 tys. jazdy, 12 tys. piechoty, około 25 tys. Kozaków i 50 dział, zaś armia turecko-tatarska około 100 tys. i 62 działa.
Według Tadeusza M. Nowaka i Jana Wimmera armia polska liczyła 25-26 tys. + 20 tys. Kozaków, zaś turecka około 100 tys.
Natomiast Leszek Podhorodecki podaje precyzyjnie, że po stronie polskiej walczyło: 8280 husarzy, 2701 arkebuzerów, 9600 konnicy w chorągwiach pancernych (kozackich) i Lisowczyków, 8506 piechoty polskiej, 6016 piechoty niemieckiej, a więc łącznie 35 105 wojska polsko-litewskiego oraz 30 tys.  Kozaków + 28 dział polskich (w tym część niezdatna do użycia) i 22 działa kozackie, nie licząc czeladzi obozowej, która odegrała w bitwie istotną rolę.
Po stronie tureckiej miało być 100-150 tys. wojska, w tym 30 tys. janczarów, 13 tys.  Mołdawian i Wołochów, około 115 dział, w tym 15 oblężniczych, a nadto 100 tys. czeladzi. Opierając się o te dane można przyjąć szacunkowo, że liczebność armii Rzeczypospolitej wynosiła 46-50 tys. ludzi, zaś armii osmańskiej 100-120 tysięcy.

## Pierwsze starcia

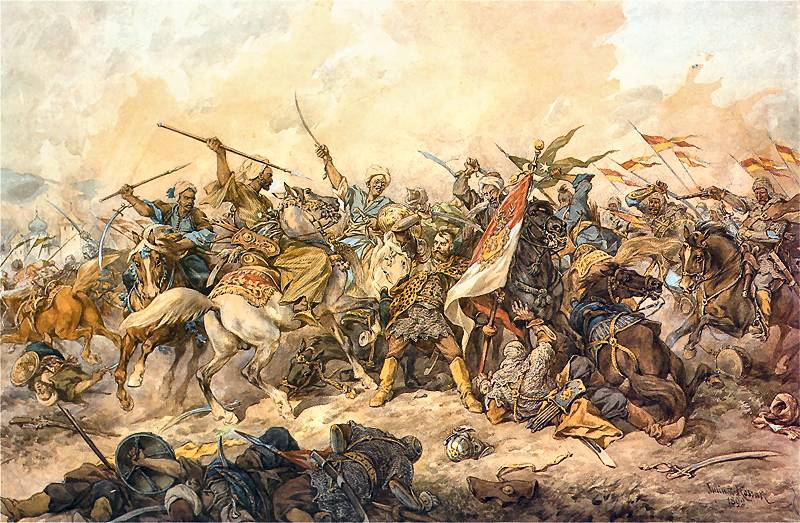
Obrona polskiego sztandaru pod Chocimiem, Juliusz Kossak, 1892

Do pierwszego starcia doszło w pobliżu źródeł Prutu, gdzie Tatarzy zaskoczyli kilkusetosobowy podjazd kozacki. Ordyńcy, mimo znacznej przewagi liczebnej, nie mogli sobie poradzić z mołojcami, więc wezwali na pomoc Turków. Po dość długiej walce Kozacy zostali pokonani, a około trzydziestu pozostałych przy życiu na rozkaz sułtański zamordowano. Doniósł o tym do obozu chocimskiego Teofil Szemberg, poseł hetmański do wielkiego wezyra. Wieść wywarła wielkie wrażenie. Kozaków znad Prutu przyrównywano do Spartan spod Termopil.
2 września koło południa armia sułtańska nadeszła pod Chocim. Zaraz zaczęto też rozbijanie namiotów celowo szeroko rozłożonego obozu. Chciano Polakom ukazać wielkość armii sułtańskiej i osłabić ich wolę walki. Chodkiewicz nie lekceważył przeciwnika, ale dla poprawienia nastrojów swych żołnierzy mówił, że ilu Turków naprawdę jest policzy się szablą. Pewnością siebie i niewzruszoną postawą budził zaufanie wojska i wiarę w zwycięstwo.

## Położenie obu armii

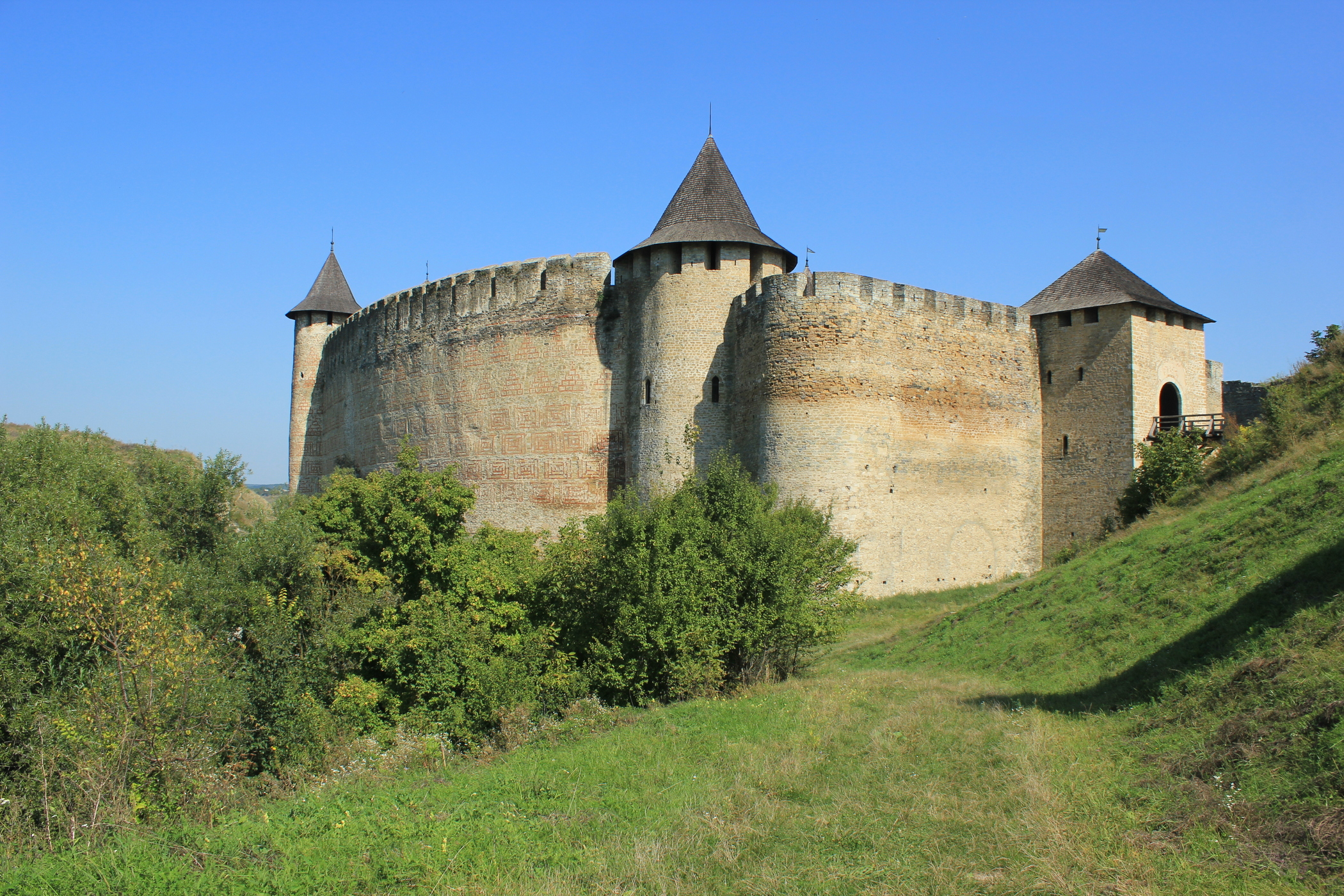
Twierdza Chocimska

Obóz polski znajdował się pomiędzy urwistymi brzegami Dniestru, a pokrytymi lasem wzgórzami. Tyły zabezpieczał zamek i warowna cerkiew silnie obsadzona piechotą. Obwarowano też oba przyczółki mostowe. Wojska rozstawiono następująco: Chodkiewicz zajął lewe skrzydło, w centrum stanął królewicz Władysław, a na prawym skrzydle Lubomirski. Tabor kozacki znajdował się nieco na południe od polskiego lewego skrzydła.
Armia turecka, z Tatarami na lewym skrzydle, zajęła pozycje na wzgórzach naprzeciw, ale nie stała tam długo, bo popędliwy a niedoświadczony Osman kazał z marszu ruszać na nieprzyjaciela. Rozległ się pisk piszczałek i dudnienie bębnów. Janczarzy zaatakowali Kozaków, których tabor, złożony ze spiętych ze sobą w dwa rzędy wozów wypełnionych kamieniami i piaskiem, nie był jeszcze całkiem gotowy, ale Zaporożcy wytrzymali, a chwiać się i cofać zaczęli, dopiero gdy uderzyła konnica. Zaraz jednak przyszła odsiecz w postaci piechoty ostrzeliwującej janczarów zza drzew i z wykrotów leśnych oraz husarii, która niespodziewanie uderzyła w bok konnicy tureckiej i rozbiła ją. Walki trwały do zmierzchu.

## 3 września
O północy z 2 na 3 września w namiocie hetmańskim odbyła się narada. Chodkiewicz chciał wykorzystać powodzenie i uderzyć całą siłą na przeciwnika, ale był odosobniony. Pozostali wodzowie sprzeciwili się tak śmiałej decyzji. Uważali, że wobec braku w Rzeczypospolitej innych wojsk, nie wolno wystawiać armii na ryzyko i że należy „kunktacji raczej zażyć, a nie rzucać kostką o Rzeczpospolitą”.
Wieczorem Turcy uderzyli na prawe skrzydło Lubomirskiego i cerkiew, którą uważali za najsłabszy punkt polskiej obrony. Zostali odrzuceni, a polska piechota wyparła ich z lasu, gdzie mieli stanowiska. Po południu wielkie siły uderzyły na tabor kozacki. Wywiązała się walka niezwykle zacięta, ale i tu – z pomocą czeladzi obozowej – Turcy zostali odparci, a Kozacy pognali za nimi aż w głąb tureckiego obozu, skąd wrócili dopiero o zmroku, gdy zatrąbiono na odwrót, niosąc bogate łupy.

## 4 września
Tego dnia szturm był jeszcze silniejszy. Turcy zdołali w nocy usypać szańce, skąd razili polskie stanowiska ogniem artylerii. Atakowali wszystkie polskie pozycje na całej linii, ale pod koniec dnia Kozacy, lisowczycy, piechota i czeladź natarli na nich tak gwałtownie, że zdobyli szańce i zagwoździli działa.
Następne dwa dni upłynęły dość spokojnie, ale silne czambuły tatarskie przeprawiły się przez Dniestr i zaczęły szkodzić polskiej komunikacji z Kamieńcem Podolskim, na czym natychmiast ucierpiały dostawy żywności i furażu dla koni. Wprawdzie usypano pod Brahą na polskim brzegu redutę obronną, która miała strzec szlaku kamienieckiego, ale nie na wiele się to zdało.

## 7 września
Nastąpił kolejny szturm. Janczarzy, wykorzystując brak czujności na prawym polskim skrzydle, wdarli się na szańce i wycięli ponad stu ludzi piechoty. Odparto ich wprawdzie, ale spodziewano się nowego ataku. Taki rzeczywiście nastąpił, ale wtedy Chodkiewicz ruszył do kontrataku husarię, którą poprowadził osobiście. „Choć na zdrowiu schorzały, ale w sercu i animuszu nader czerstwy, chorągwi swojej skoczyć kazał (...) sam się przywodząc potykał”. Spahisi nie wytrzymali uderzenia. Rzucili się do bezładnej ucieczki, a skrzydlaci jeźdźcy gonili ich aż do samego obozu.
Tymczasem zaczął się głód i choroby w polskim obozie. Zaraza zabiła wiele koni. Królewicz Władysław leżał powalony tzw. „gorączką mołdawską”. Zrozumiano, że plan Chodkiewicza, by pokonać wroga w walnej bitwie był planem jedynym rozsądnym. I dlatego, gdy podczas narady 10 września wódz zaproponował nocny atak, wszyscy go poparli, a szczególnie hetman Konaszewicz-Sahajdaczny. Przygotowano ją na noc z 12 na 13 września, ale tuż przed atakiem przyszła gwałtowna ulewa i akcję trzeba było odwołać.
Położenie pogarszało się nie tylko w polskim obozie. Turcy też cierpieli z niedostatku i chorób. Szerzyły się dezercje, gwałtownie słabło morale armii dowodzonej przez młodego, pozbawionego autorytetu Osmana II. Dlatego wielką radość w obozie wywołało przybycie 14 września namiestnika Budzina, Mehmeda Karakasza, który uważał się za znakomitego wodza i zdołał przekonać sułtana, że rozbije pogardzanych przezeń Polaków od pierwszego uderzenia.

## Wielkie natarcie
Zaraz następnego dnia ruszyło wielkie natarcie. Tym razem Turcy uderzyli na centrum polskiej linii, ale nic nie wskórali. Polskie armaty czyniły ogromne wyrwy w stłoczonej masie janczarów, a jedna z kul zabiła samego Karakasza, co spowodowało nagłe zatrzymanie atakujących, a po chwili ich gwałtowną ucieczkę. Znów polski kontratak zadał wrogom ogromne straty.
Jednak w obozie polskim rosło niezadowolenie, zaczęły się dezercje. 18 września śmiertelnie już chory hetman zwołał „koło generalne” (zaproszono nawet starszyznę kozacką), któremu słabym głosem przedstawił położenie. Mowa wywołała pożądany efekt. Wszyscy zobowiązali się walczyć do upadłego. Tej samej nocy Kozacy przeprowadzili „wycieczkę” wdzierając się do obozu tureckiego nad Dniestrem i zadając wrogowi znaczne straty. Podobnie uczynili w nocy z 21 na 22 września. Tym razem ich celem były kwatery Husseina Paszy, do niedawna jeszcze wielkiego wezyra, który o mało nie dostał się do niewoli. Takie akcje podnosiły morale wojska, ale ogólnej sytuacji nie były w stanie zmienić.
Polacy oczekiwali na posiłki pospolitego ruszenia z innych ziem Rzeczpospolitej, m.in. z Mazowsza z Ziemi Ciechanowskiej które zebrało się w Sokalu dzień później, niż zawarto pokój, o czym w Sokalu jeszcze nie wiedziano.

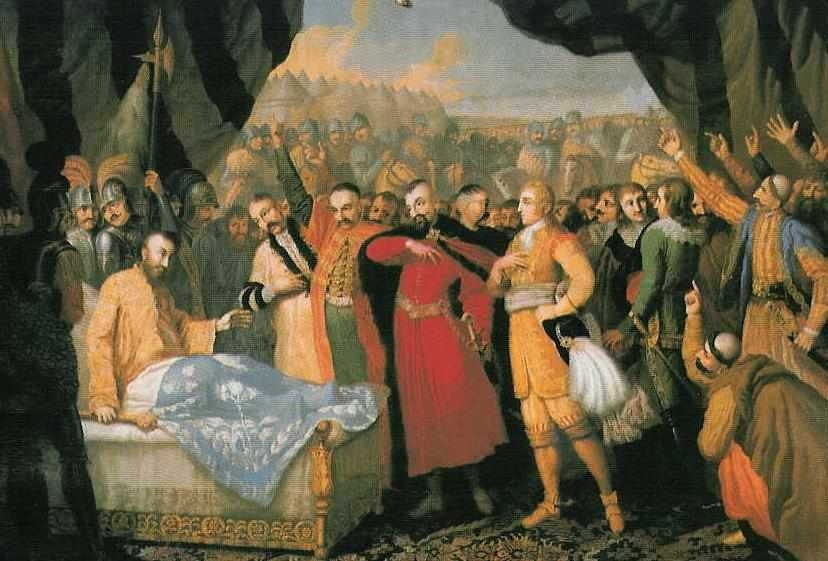
Śmierć hetmana wielkiego litewskiego Jana Karola Chodkiewicza pod Chocimiem, Franciszek Smuglewicz, 1806

## Śmierć Chodkiewicza
24 września zmarł hetman Jan Karol Chodkiewicz. Przed śmiercią oddał buławę Lubomirskiemu. Wieść o tej stracie szybko obiegła cały obóz i przedostała się do Turków, którzy nazajutrz – sądząc, że wśród Polaków panuje ogólne zamieszanie – przypuścili kolejny, znów krwawo odparty atak. Podobnie było 28 września, ale tym razem w oczy Polakom zajrzało widmo klęski – w całym obozie została jeszcze tylko jedna beczka prochu. Jedyną drogą ocalenia były układy. Na szczęście w otoczeniu sułtana również przewagę osiągnęła partia pokojowa, a sam Osman II miał już dość przegranych bitew. W dodatku zbliżała się zima, armię turecką czekała perspektywa marszu przez zasypane już śniegiem bezdroża Bałkanów, co byłoby jeszcze bardziej wykańczające dla wymęczonej już Armii tureckiej.

## Rokowania pokojowe i koniec wojny
Po kilkudniowych rokowaniach, które ze strony polskiej prowadzili Jakub Sobieski i Stanisław Żórawiński, kasztelan bełski, a ze strony tureckiej wielki wezyr Dilaver Pasza, zawarto 9 października traktat pokojowy, honorowy dla obu stron. Po uznaniu przez Polskę zwierzchności tureckiej nad Mołdawią, armia turecka opuściła 10 października swój obóz, a 13 tego miesiąca odeszli za Dniestr Polacy i Kozacy. Polacy zobowiązywali się powstrzymać Kozaków od najazdów na Turcję, a Turcy powstrzymywać Tatarów od najazdów na Polskę. Granicą Rzeczypospolitej pozostał Dniestr.
Straty stron (według nieprecyzyjnych danych) wyniosły:
- około 8 tys. Polaków oraz 6,5 tys. Kozaków
- około 40 tys. Turków, Wołochów i Mołdawian oraz 2 tys. Tatarów.

- Stefan Czarniecki, późniejszy hetman polny koronny, pierwsze kroki jako żołnierz stawiał najprawdopodobniej właśnie pod Chocimiem. Wraz z braćmi znajdował się w wysuniętych, nieustannie atakowanych szeregach lisowczyków. Tam też, przeprowadzając śmiałe wypady i nocne wycieczki, nauczył się „wojny szarpanej”, w której w późniejszych latach swojej kariery był uważany za niedoścignionego mistrza[16].
- Król Zygmunt III Waza poprosił o ustanowienie święta liturgicznego dziękczynienia za zwycięstwo pod Chocimiem, które w formie nadzwyczajnej rytu rzymskiego obchodzone jest 10 października.

## Upamiętnienie
Raguzański poeta Ivan Gundulić poświęcił bitwie cały rozdział swojego poematu Osman.
Walki rycerzy polskich pod Chocimiem zostały po 1990 roku upamiętnione na Grobie Nieznanego Żołnierza w Warszawie napisem na jednej z tablic: „CHOCIM 2 IX - 9 X 1621/10 - 11 XI 1673”.